# Peillonnex
Peillonnex é uma comuna francesa na região administrativa de Auvérnia-Ródano-Alpes, no departamento da Alta Saboia. Estende-se por uma área de 6.40 km². Em 2010 a comuna tinha 1 431 habitantes (densidade: 223,6 hab./km²).